# La Bella Mafia
La Bella Mafia — третий студийный альбом американской рэперши Lil' Kim, вышедший 4 марта 2003 года на лейбле Atlantic Records. Пластинка заняла первую строку в чарте Billboard 200, с продажами 558 тысяч копий в первую неделю, стала коммерчески успешным проектом с тиражом в количестве 4,4 млн копий в США и 11 млн копий по всему миру. Альбом также получил положительные оценки от критиков.

## Запись альбома
В начале 2002 года Ким поссорилась со своей группой Junior M.A.F.I.A. и со своим продюсером Puff Daddy. По словам Ким, ссора произошла, потому что ей не оказали никакой поддержки, пока происходили судебные разбирательства (в результате которых Ким посадили в 2005 году). Поэтому она решила уйти с лейбла Puff Daddy «Bad Boy Records».
Ким начала записывать альбом весной 2002 года. В апреле Ким сказала, что она начала работать с Dr. Dre. В интервью телеканалу MTV, исполнительница сказала следующее: «Я начала записываться с Dr. Dre очень много. Мы днями не выходили из студии. Мне нравится Dre. Он очень крутой человек». Также она упоминала, что работает с такими людьми как Эминем, Timbaland и The Neptunes.
Ким выбрала название «La Bella Mafia» (итал. - «Прекрасная Мафия») после просмотра одноимённого фильма. В этом фильме рассказывается история о вдовах, которые хотят отомстить за убийство своих мужей-мафиози. Она сказала: «Любые девушки, которые сильны духом и уверены в себе, могут быть частью «La Bella Mafia».
Первые 500 тысяч копий альбома в США были коллекционным изданием. В них можно было найти постеры с Ким, два видеоклипа, Gangsta Lovin' и Came Back For You, календарь с изображением Ким и пять бонус-треков: Doing It Way Big, Knock 'Em Out (совместно с Method Man), Back Together Again (совместно с The Notorious B.I.G.), Flow So Sick и What’s The Word.

## Музыка и стиль
Звучание альбома кардинально отличается от её предыдущего альбома The Notorious K.I.M., который состоял из танцевальной музыки и поп-музыки. «La Bella Mafia» стал своеобразным возвращением к звучанию дебютного альбома Ким «Hard Core», но более спокойный по звучанию. Вместо танцевальных композиций Ким начала использовать элементы соула. Полностью весь альбом исполнен в стиле мафии. Насчёт изменения стиля Ким высказалась так: «Я просто начала зарабатывать намного больше. Я стала больше ходить на вечеринки, больше гастролировать, больше заниматься сексом и больше записываться».
Фанатов альбом порадовал разнообразием. Например, трек «The Jump Off», спродюсированная Timbaland, — это классическая клубная композиция. Песня «Heavenly Father» посвящена близкому другу Ким, рэперу The Notorious B.I.G. А в песне «Came Back For You» Ким говорит о её войне с Foxy Brown, отмечая, что если Фокси ещё хоть один раз что-то скажет плохое о Ким, то она пристрелит её.
В альбоме также принимало участие очень много продюсеров. Именно благодаря им этот альбом такой разнообразный. Например, DJ Premier создал фанковый бит, который напоминает о 1960-х и 1970-х годах. Клубной музыкой занялись её тогдашний бойфренд Scott Storch, Timbaland, Kanye West и Swizz Beats. Мафиозо-рэпом занялись Эминем, Havoc и Dr. Dre. А соул-музыку сделали The Neptunes.

## Коммерческий успех
Альбом стал огромным коммерческим успехом. Он дебютировал на первом месте в чарте Billboard 200, Top R&B/Hip-Hop Albums и Top Rap Albums, с продажами 558 тысяч копий в США за первую неделю. Альбом продержался в топ-10 этого чарта 29 недель. Он продался 4.4 миллиона копий в США и 11 миллионов копий по всему миру. Альбом также достиг первой позиции в чартах Великобритании, Австралии, Франции, Швейцарии, Японии, Канаде и Германии. Критики сказали что они очень удивлены таким успехом, так как из-за не очень успешного первого сингла «Gangsta Lovin'», они прогнозировании этому альбому 4-5 место в Billboard 200.
Из "La Bella Mafia" было выпущено пять синглов. Первый сингл, «Gangsta Lovin'» (совместно с Christina Aguilera), стал провальным. Несмотря на то, что он достиг второго места в чарте Billboard Hot 100, он не смог продержаться в топ-30 чарта больше недели и получил только золотую сертификацию от RIAA, за 500 тысяч проданных копий в США. Он также не стал успехом по всему миру, попав в топ-10 только трёх стран. А вот второй сингл, «Magic Stick» (совместно с 50 Cent), стал большим успехом. Также как и первый сингл он достигнул второй позиции Billboard Hot 100, однако достиг первых позиций в чартах Великобритании и Новой Зеландии. Сингл получил дважды-платиновую сертификацию от RIAA, за более двух миллионов проданных копий в США. Следующие три сингла также стали успешны, достигнув топ-20 в чарте Billboard Hot 100.

## Приём критиков
Альбом получил положительные оценки от критиков. Журнал Metacritic просуммировал все оценки и получилось 82 из 100. Музыкальный журнал Allmusic поставил 4 с половиной звезды, назвав Ким «иконой индустрии». Ник Каруччи из журнала «Spin Magazine», поставив оценку 8 из 10 сказал «Король хип-хопа умер, а королева жива. И эта королева — Ким!».
Stylus Magazine поставил рейтинг B+ и назвал альбом «одним из лучших хип-хоп альбомов 2003 года», и сказал: «Ким сейчас в классе рэперш таких как Missy Elliott и Foxy Brown, но она намного интересней и веселее, чем они». А вот критик из Slant Magazine поставил 3 звезды из 5, сказав: «в этом альбоме слишком много историй о деньгах, сексе и разборках. Я был доволен восьмью треками, но все остальные песни я бы просто выкинул».

## Список композиций
- Все тексты песен написала Ким.
- В европейской версии альбома песня «Heavenly Father» была заменена на песню «I Can Feel It In The Air», которая использует тот же самый текст что и «Heavenly Father», но использует другую аранжировку.

| №   | Название                                                                         | Продюсеры                                 | Длительность |
| --- | -------------------------------------------------------------------------------- | ----------------------------------------- | ------------ |
| 1.  | «Intro»                                                                          | Shaft                                     | 1:25         |
| 2.  | «Hold It Now» (при участии Havoc)                                                | Havoc                                     | 5:25         |
| 3.  | «Doing It Way Big»                                                               | J. Waxx Garfield, Jesse "Corparal" Wilson | 4:00         |
| 4.  | «Can't Fuck with Queen Bee» (при участии Governor и Shelene Thomas с Full Force) | Full Force                                | 4:58         |
| 5.  | «Hollyhood Song» (skit)                                                          |                                           | 0:51         |
| 6.  | «Shake Ya Bum Bum» (при участии Lil' Shanice)                                    | J. Waxx Garfield                          | 3:18         |
| 7.  | «This Is Who I Am» (при участии Swizz Beatz & Mashonda)                          | Swizz Beatz                               | 3:16         |
| 8.  | «The Jump Off» (при участии Mr. Cheeks)                                          | Тимбалэнд                                 | 3:54         |
| 9.  | «This Is a Warning»                                                              | Кимберли "Lil' Kim" Джонс                 | 3:42         |
| 10. | «(When Kim Say) Can You Hear Me Now?» (при участии Мисси Эллиотт)                | Скотт Сторч                               | 3:12         |
| 11. | «Thug Luv» (при участии Twista)                                                  | Скотт Сторч                               | 4:36         |
| 12. | «Magic Stick» (при участии 50 Cent)                                              | Fantom, Sha Money XL                      | 6:00         |
| 13. | «Get In Touch with Us» (при участии Стайлс Пи)                                   | EZ Elpee, Christian Rich                  | 3:47         |
| 14. | «Heavenly Father» (при участии "Big Hill")                                       | Shaft                                     | 5:07         |
| 15. | «Tha Beehive» (при участии Reeks, Bunky S.A., Vee & Saint из The Advakids)       | DJ Bless                                  | 8:07         |
| 16. | «Came Back for You»                                                              | Канье Уэст                                | 4:20         |
| 17. | «What's the Word»                                                                | Ron Browz                                 | 3:03         |

### Семплы
- «Intro» семплирует песню Juicy от The Notorious B.I.G..
- «Magic Stick» имеет семпл из песни «The Bitch Is Gone» от B.B. King.
- «Heavenly Father» использует фрагменты песни «A Prayer» от The O'Jays.
- «Came Back For You» имеет семпл из песни «Didn’t We» от Irene Reid.

## Чарты
| Чарт (2003)                           | Высшая позиция |
| ------------------------------------- | -------------- |
| Australian Albums Chart               | 1              |
| Australian Urban Albums Chart         | 1              |
| Austrian Albums Chart                 | 2              |
| Belgium Albums Chart                  | 6              |
| Brasil Top 100 CD Sales               | 19             |
| Canadian Albums Chart                 | 1              |
| Dutch Albums Chart                    | 4              |
| European Top 100 Albums               | 9              |
| French Albums Chart                   | 1              |
| German Albums Chart                   | 1              |
| Grecee Albums Chart                   | 8              |
| Irish Albums Chart                    | 11             |
| Italian Albums Chart                  | 2              |
| Japanese Albums Chart                 | 1              |
| New Zealand Albums Chart              | 2              |
| Swedish Albums Chart                  | 14             |
| Swiss Albums Chart                    | 1              |
| UK Albums Chart                       | 1              |
| UK R&B Albums Chart                   | 1              |
| U.S. Billboard 200                    | 5              |
| U.S. Billboard Top R&B/Hip-Hop Albums | 1              |